# Serie A 1959 (pallavolo femminile)
La Serie A femminile FIPAV 1959 fu la 14ª edizione del principale torneo pallavolistico italiano femminile organizzato dalla FIPAV.

## Regolamento e avvenimenti
Al torneo presero parte complessivamente 15 squadre, suddivise per criteri geografici in tre gironi unici con gare da cinque set. Le prime classificate di ogni girone e la seconda e la terza classificata del gruppo B furono ammesse al girone finale.
Le gare della seconda fase (a tre set) si disputarono a Firenze il 13 e il 14 giugno 1959; il titolo fu conquistato dall'Audax Modena.

## Prima fase

### Girone A

#### Classifica
| Pos. | Squadra               | Pt | G | V | P | SV | SP |
| ---- | --------------------- | -- | - | - | - | -- | -- |
| 1.   | Spes Trieste          | 10 | 6 | 5 | 1 | 15 | 5  |
| 2.   | Atletica Friuli Udine | 6  | 6 | 3 | 3 | 12 | 12 |
| 3.   | Fari Gorizia          | 4  | 6 | 2 | 4 | 10 | 13 |
| 4.   | Agi Gorizia           | 4  | 6 | 2 | 4 | 8  | 15 |

| Ammessa alla fase finale |

#### Risultati

##### Tabellone
|              | Gorizia Agi | Gorizia Fari | Trieste | Udine |
| ------------ | ----------- | ------------ | ------- | ----- |
| Gorizia Agi  | XXX         | 1-3          | 1-3     | 3-2   |
| Gorizia Fari | 3-0         | XXX          | 1-3     | 3-1   |
| Trieste      | 3-0         | 3-0          | XXX     | 3-0   |
| Udine        | 3-1         | 3-2          | 3-0     | XXX   |

### Girone B

#### Classifica
| Pos. | Squadra                  | Pt | G  | V  | P  | SV | SP |
| ---- | ------------------------ | -- | -- | -- | -- | -- | -- |
| 1.   | Audax Modena             | 20 | 10 | 10 | 0  | 30 | 4  |
| 2.   | Sestese Sesto Fiorentino | 14 | 10 | 7  | 3  | 23 | 15 |
| 3.   | Indomita Modena          | 10 | 10 | 5  | 5  | 22 | 15 |
| 4.   | Max Mara Reggio Emilia   | 10 | 10 | 5  | 5  | 19 | 22 |
| 5.   | Fari Brescia             | 6  | 10 | 3  | 7  | 12 | 26 |
| 6.   | Saves Alessandria        | 0  | 10 | 0  | 10 | 6  | 30 |

| Ammesse alla fase finale |

#### Risultati

##### Tabellone
|                  | Alessandria | Brescia | Modena Audax | Modena Indomita | Reggio Emilia | Sesto Fiorentino |
| ---------------- | ----------- | ------- | ------------ | --------------- | ------------- | ---------------- |
| Alessandria      | XXX         | 2-3     | 0-3          | 0-3             | 1-3           | 1-3              |
| Brescia          | 3-1         | XXX     | 0-3          | 0-3             | 1-3           | 0-3              |
| Modena Audax     | 3-0         | 3-0     | XXX          | 3-2             | 3-0           | 3-1              |
| Modena Indomita  | 3-0         | 2-3     | 0-3          | XXX             | 2-3           | 3-0              |
| Reggio Emilia    | 3-1         | 3-2     | 0-3          | 0-3             | XXX           | 1-3              |
| Sesto Fiorentino | 3-0         | 3-0     | 1-3          | 3-1             | 3-2           | XXX              |

### Girone C

#### Classifica
| Pos. | Squadra               | Pt | G | V | P | SV | SP |
| ---- | --------------------- | -- | - | - | - | -- | -- |
| 1.   | International Palermo | 4  | 4 | 2 | 2 | 9  | 8  |
| 2.   | Ciclope Catania       | 4  | 4 | 2 | 2 | 8  | 8  |
| 3.   | Palermo Volley        | 4  | 4 | 2 | 2 | 8  | 9  |

| Ammessa alla fase finale |

#### Risultati

##### Tabellone
|                       | Catania | Palermo International | Palermo Volley |
| --------------------- | ------- | --------------------- | -------------- |
| Catania               | XXX     | 3-1                   | 3-1            |
| Palermo International | 3-1     | XXX                   | 3-1            |
| Palermo Volley        | 3-1     | 3-2                   | XXX            |

## Fase finale

### Classifica
| Pos. | Squadra                  | Pt | G | V | P | SV | SP |
| ---- | ------------------------ | -- | - | - | - | -- | -- |
| 1.   | Audax Modena             | 8  | 4 | 4 | 0 | 8  | 1  |
| 2.   | Spes Trieste             | 6  | 4 | 3 | 1 | 6  | 3  |
| 3.   | Indomita Modena          | 4  | 4 | 2 | 2 | 4  | 6  |
| 4.   | Sestese Sesto Fiorentino | 2  | 4 | 1 | 3 | 5  | 6  |
| 5.   | International Palermo    | 0  | 4 | 0 | 4 | 1  | 8  |

| Campione d'Italia |

### Risultati

#### Tabellone
|                  | Modena Audax | Modena Indomita | Palermo | Sesto Fiorentino | Trieste |
| ---------------- | ------------ | --------------- | ------- | ---------------- | ------- |
| Modena Audax     | XXX          | 2-0             | 2-0     | 2-1              | 2-0     |
| Modena Indomita  | –            | XXX             | 2-1     | 2-1              | –       |
| Palermo          | –            | –               | XXX     | –                | –       |
| Sesto Fiorentino | –            | –               | 2-0     | XXX              | –       |
| Trieste          | –            | 2-0             | 2-0     | 2-1              | XXX     |

## Fonti
- Filippo Grassia e Claudio Palmigiano (a cura di). Almanacco illustrato del volley 1987. Modena, Panini, 1986.